# Свобода, Йозефина
Йозефи́на Сво́бода (29 января 1861[…], Вена — 27 октября 1924[…], Вена) — австрийская художница и график, служившая придворной портретисткой при дворе королевы Виктории.

## Биография
Йозефа Мария Свобода родилась в семье портретиста и жанрового художника эпохи Бидермайер Эдуарда Свободы (1814—1902) и его второй жены Йозефины Мюллер (1839—1906). Йозефина происходит из художественной семьи: её дедушка — литограф Леопольд Мюллер, дяди — пейзажист и анималист Рудольф Леопольд Свобода старший и литограф Леопольд Карл Мюллер, а брат — художник-ориенталист Рудольф Леопольд Свобода младший. В семейном кругу Йозефу называли Йозефиной или Пипсль.
Ещё школьницей Йозефа получила первые уроки живописи от своего отца. В 1878 году поступила в Кунстгевербешуле, сегодня Венский университет прикладного искусства, в качестве приглашённой студентки и до 1886 года посещала класс по академическому рисунку фигуры человека. До 1880 года её учителем был Фердинанд Лауфбергер, после смерти которого Йозефина училась у Юлиуса Виктора Бергера, специализируясь на акварельных портретах. В 1878 году она получила свой первый заказ. Её работы были хорошо приняты.
Свобода писала в основном акварелью, её работы представлены преимущественно портретами и в меньшей степени жанровыми сценами и натюрмортами. Кроме того, она освоила миниатюрную живопись. Часто использовала фотографии в качестве референса.

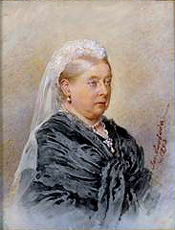
Портрет королевы Виктории, 1893 г.

С 1886 года её старший брат Рудольф Свобода работал придворным художником при английском дворе, в 1888 году Йозефина отправила образцы своей живописи в Лондон. В 1890 году, в возрасте 29 лет, Свобода стала придворным художником королевы Виктории. Она работала в Англии до 1899 года, приезжая на короткий срок и, как правило, только летом. Свобода создала многочисленные акварельные портреты королевской семьи и придворных. 27 её акварелей можно увидеть и сегодня в Королевской коллекции Виндзорского замка.
В 1886 году её работы впервые были показаны в венском Доме художников, где в начале она была включена в список любителей, а затем стала членом-корреспондентом Клуба акварелистов Венского кооператива художников. Её работы регулярно выставлялись в Доме художника на ежегодных и постоянных выставках вплоть до 1921 года.
Йозефина Свобода также получила многочисленные заказы от австрийского императорского дома, Франца Иосифа I и других дворянских домов, что сделало её одной из самых активных венских портретисток.
С 1888 года работы Свободы выставлялись в Гамбурге (Портрет принцессы Ирены Гессен-Дармштадтской), Мюнхене и Берлине. С 1902 года она участвовала как приглашённая гостья в выставках группы Восьми художниц, проходивших с 1900 по 1909 год в салоне Густава Писко, бывшем одним из важнейших венских художественных салонов эпохи Fin de siècle.

## Частная жизнь
Йозефина Свобода не состояла в браке и всю жизнь прожила в венском районе Мариахильф в отцовском доме «Zum Wollbaum» (Гумпендорфер Штрассе 57), построенном в 1818 году по проекту придворного архитектора Карла Эмана. После смерти отца и брата ей в наследство перешла часть дома.
Свобода умерла от порока сердца 27 октября 1924 года в возрасте 63 лет и была похоронена в семейной могиле на Венском центральном кладбище.